# Tűzzel, vassal
Tűzzel, vassal je hudební album skupiny Kárpátia. Vydáno bylo v roce 2004.

## Seznam skladeb
1. Szárnyaszegett (3:30)
2. Veterán (4:16)
3. Csárdás (3:01)
4. Egy az Isten, egy a Nemzet (4:01)
5. Szeretlek (4:14)
6. Rozsdaette penge (3:22)
7. Sok a horgász, kevés a hal (2:52)
8. Szép vagy, gyönyörű vagy, Magyarország (3:21)
9. Nem engedünk '48-ból (2:38)
10. Altató (2:50)
11. Menetel a század (3:42)
12. Délvidéki szél (3:05)
13. Nem eladó (4:52)